# François E. Matthes
François Émile Matthes, né le 16 mars 1874 à Amsterdam et mort le 21 juin 1948 à El Cerrito (Californie), est un géologue américain, spécialiste de la cartographie topographique, des glaciers et des changements climatiques. Il a cartographié les zones reculées de l'Ouest américain pour le United States Geological Survey (USGS). Ses cartes ont notamment coïncidé avec le développement des parcs nationaux dans ces zones. Il est l'un des fondateurs de l'Association of American Geographers et a servi en tant que président. Matthes a résolu une controverse à propos de la formation de la Vallée de Yosemite et les résultats de ses recherches sur les glaciers ont introduit les termes de nivation et de Petit Âge glaciaire.

## Jeunesse
François et son frère jumeau Gérard sont nés 16 mars 1874 à Amsterdam, aux Pays-Bas, de parents célèbres. Le père, Willem Ernst Matthes (1842 - ?), était associé de la riche entreprise Matthes et Bormeester, importateurs de caoutchouc, d'indigo et de chanvre à partir des Indes orientales néerlandaises:104. Il a également été directeur de Natura Artis Magistra, président de Felix Meritis, fondateur d'une académie d'équitation et lieutenant-Colonel artilleur de la Garde Nationale  d'Amsterdam. La mère Jonkvrouw Johanna Susanna (van der Does de Bye) Matthes (1851 - ?) était une descendante de Jan van der Does, qui a conduit la résistance contre les Espagnols pendant le Siège de Leyde.
Le couple s'est marié à Amsterdam, le 29 décembre 1871. Leur maison était une maison de maître située sur la Heeren Gracht près de Vijzelstraat. Les jumeaux ont été leurs seuls enfants.
Lors de vacances à Biarritz en France, les garçons découvrent des roches éparpillées le long de la rive contenant des fossiles. Ils ont ainsi ouvert quantité de roches avec de petits marteaux et rapportaient leurs fossiles favoris dans leur chambre. Quand est  venu le temps de déménager, leur collection était devenue si lourde que leur mère a insisté pour que tout soit laissé.
Les deux garçons ont été instruits rapidement aux techniques de dessin avec crayon, fusain et encre sur calque avec le té et le triangle. L'art de Frederic Remington fut une source d'inspiration pour François, les croquis qui nous sont parvenus en témoignant avec de nombreuses figurations d'animaux, notamment des chevaux.
Vers l'âge de huit ans, les garçons ont présenté les symptômes du paludisme. La maladie était fréquente à Amsterdam avec les moustiques se reproduisant librement dans les canaux, mais le vecteur de transmission n'était pas encore compris. Le médecin de famille a recommandé que les garçons se retirent de la ville pendant quelques années pour se rétablir dans les Alpes. Cette décision s'est transformée en un départ définitif de leur domicile d'Amsterdam.[réf. nécessaire]
Pendant les vacances scolaires des années suivantes, la famille passait ses vacances dans diverses stations alpines. Une destination importante pour François était le glacier des Bossons au Mont-Blanc. Leur père Willem, lors de courtes visites, a également enseigné l'alpinisme aux garçons et leur course favorite était la Dent de Jaman. Un cadeau de cartes militaires sur toile de la série Général Dufour est également venu avec l'enseignement personnel de leur père. Ils s'orientaient avec les cartes lors des excursions en montagne pour ramasser les insectes.[réf. nécessaire]

## Éducation
En 1884, les jumeaux partent en Suisse avec leur mère pour fréquenter une école d'étudiants étrangers à Courgevaux. Ils s'installèrent pendant un an dans une aile d'un château voisin et apprirent la langue française. Au cours des deux années suivantes (1885-1887), ils s'installèrent à Montreux où ils apprirent également l'allemand pour se préparer aux études à Francfort, en Allemagne. A Francfort, les garçons ont appris leur quatrième langue, l'anglais. Leur père avait demandé à ses fils d'apprendre des langues vivantes et d'éviter le latin et le grec.:17-19
Les garçons fréquentent alors l'école secondaire technique Klingerschule et sont logés à la résidence d'un de leurs instructeurs avec quatre autres camarades de classe. Ils ont suivi des cours fondamentaux pour poursuivre dans des carrières d'ingénieurs dans les universités allemandes, mais un professeur invité de Harvard a finalement persuadé les deux garçons d'aller plutôt étudier aux États-Unis.
En septembre 1891, les frères embarquèrent aux États-Unis, mais une violente tempête déboussola leur navire. Ils sont ainsi arrivés à New York avec du retard et le semestre avait déjà débuté lorsqu'ils ont demandé leur admission au Massachusetts Institute of Technology. Lorsque leurs notes à l'examen d'entrée indiquaient que les frères n'étaient que déficients qu'en histoire américaine, le président du MIT Francis Amasa Walker est intervenu en leur nom et les a inscrits dans un programme d'études en génie civil. François a remercié Walker en lui écrivant un hommage, The Military Career of General Walker, pour l'annuaire du collège.[réf. nécessaire]
Un professeur, qui avait été affilié à l'U.S. Coast and Geodetic Survey, a dirigé les frères lors de cours de géodésie.
Leur nouvelle langue, l'anglais, ne présentait aucun obstacle. Ils ont présenté des exposés oraux à la Société de génie civil de l'école. François à exposer des sujets tels que le drainage du Zuiderzee et l'utilisation de matelas dans la construction de digues. Les deux garçons ont également été des membres actifs de l'Association Agassiz de Boston en raison de leurs intérêts pour l'entomologie. Ils ont donné leur collection d'insectes suisses à la Boston Society of Natural History. Parmi les conférences que François a données au groupe, mentionnons Coleoptera, Parasitic Insects and Insect Life in Water.[réf. nécessaire]
Pendant les vacances d'été de 1892, les deux frères partent en vacances dans les Montagnes Blanches et reprennent leurs loisirs alpins : camping, alpinisme, course d'orientation, cueillette d'insectes. Pendant l'été 1893, ils sont employés par une compagnie d'assurance pour faire des dessins de divers équipements industriels de protection contre les incendies. Ils se sont également rendus à Chicago pour visiter l'Exposition universelle colombienne. Pendant l'été 1894, ils suivirent un travail de terrain dans les montagnes Adirondack apprenant à cartographier à l'aide d'une alidade et d'un goniographe et à mesurer le débit de la rivière Au Sable à l'aide de divers courantomètres.[réf. nécessaire]
Le 28 mai 1895, les frères obtinrent leur diplôme avec mention et un baccalauréat ès sciences. En 1896, les deux sont devenus citoyens des États-Unis. 

## Les années topographiques
Le 1er juin 1895, Matthes commence son premier emploi en tant qu'instrumentiste et dessinateur pour le bureau d'ingénieur municipal de Rutland, au Vermont. Il aide à créer des levés topographiques détaillés de la ville.[réf. nécessaire] 
Un an plus tard, il rejoint le United States Geological Survey et y est demeure cinquante et un ans jusqu'à sa retraite. Du 1er juin 1896 au 1er novembre 1896, il demeure en Nouvelle-Angleterre comme traverse man. Il est ensuite promu assistant de terrain et travaille dans le Territoire indien (aujourd'hui Oklahoma). Pendant un certain temps, il agit à titre de rédacteur en chef par intérim, chargé des travaux de révision sur le terrain. Le 1er avril 1898, après avoir réussi l'examen fédéral de la fonction publique, il passe au grade de topographe adjoint.[réf. nécessaire]
La Commission géologique avait décidé de cartographier les régions éloignées peu connues de l'ouest des États-Unis et au cours des années qui suivent, Matthes a réalisé les missions suivantes :
- été 1898 : il reprend l'enquête, commencée par H. S. Wallace, de la topographie du quadrilatère Cloud Peak dans le Wyoming[5].
- été 1899 : il finit le quadrilatère Cloud Peak dans le Wyoming[6].
- printemps 1900 : il effectue une reconnaissance hydrographique de la réserve indienne des Blackfeet au Montana.
- été 1900 : relevé topographique du quadrilatère de Chief Mountain dans le Montana.
- hiver 1900-01: relevé topographique du quadrilatère des Bradshaw Mountains en Arizona.
- été 1901: relevé topographique du quadrilatère de Browning dans le Montana.
- été 1902 : commence le relevé topographique du quadrilatère du Grand Canyon en Arizona.
- hiver 1902-03 : relevé topographique du quadrilatère Jerome en Arizona.
- été 1903 : finit le relevé topographique du quadrilatère du Grand Canyon en Arizona.
- 1904 : il commence un doctorat en géologie à l'Université Harvard, avec spécialisation en géomorphologie sous la direction du professeur William Morris Davis. Il a également enseigné les méthodes topographiques dans le cadre d'une bourse (Austin Teaching Fellowship) sur les méthodes topographiques à des étudiants en géologie.
- printemps 1905 : à quelques semaines de la fin de ses études, Matthes reçoit la possibilité de cartographier la Vallée de Yosemite en Californie. En raison de la courte saison de travail sur le terrain dans la Sierra Nevada, Matthes a immédiatement accepté la mission et abandonné son diplôme.
- été 1905 : commence le relevé topographique du quadrilatère de Yosemite, qui lui présentait plus de difficultés que le Grand Canyon.
- printemps 1906 : Matthes est affecté à Berkeley, en Californie, pour aider Grove Karl Gilbert à étudier le transport des sédiments dans les rivières. Le 18 avril, les deux hommes ont été témoins de la dévastation causée par le tremblement de terre de San Francisco. Leur étude finie, Gilbert a été nommé à la California State Earthquake Investitigating Commission et a commander à Matthes la cartographie de la faille de San Andreas. Ses cartes ont été publiées par la commission dans leurs deux volumes de résultats[7].
- été 1906 : finit le relevé topographique du quadrilatère de Yosemite.
- 1907-13 : au cours de ces années, Matthes a été inspecteur des levés topographiques pour l'ouest des États-Unis. Au cours de l'été, il visitera les équipes dispersées sur le terrain et, pendant l'hiver, supervisera la rédaction et l'encrage de leurs manuscrits de terrain à Washington, D.C.[8]:428
- été 1910 : commence le relevé topographique du quadrilatère du Mont Rainier dans le Washington[9],[10].
- été 1911: poursuit le quadrilatère du mont Rainier, mais n'a pas terminé le quart sud-ouest en raison de la mauvaise visibilité due aux intempéries et aux feux de forêt. Il s'agissait de sa dernière grande mission sur le terrain pour la Direction de la topographie[11].

En tant que chef d'équipe au quadrilatère du Wyoming, Matthes a organisé efficacement son équipage et son équipement pour de longs voyages en groupe dans des régions éloignées, difficiles d'accès et de traversée. Ses techniques de travail sur l'alidade et le goniographe "ont notamment contribué à l'efficacité de la cartographie des zones montagneuses accidentées". Le 1er juillet 1899, il a été promu au rang de topographe à part entière. 
Matthes estimait que les topographes ne devaient pas seulement tracer des lignes, mais aussi étudier la géologie des formes de terrain pour produire des cartes pertinentes. À cette fin, Matthes a écrit sa première publication scientifique au cours de l'hiver de 1899 intitulé Glacial Sculpture of the Bighorn Mountains, Wyoming qui a servi de référence et dans lequel Matthes a utilisé pour la première fois le terme de "nivation". Son accent géologique n'était pas coutumier des efforts des topographes et son style descriptif a été critiqué par l'USGS, mais la popularité de ses récits se poursuit aujourd'hui.

## Mariage
Edith Lovell Coyle, né le 18 septembre 1879  et morte le 4 janvier 1963, est née et a grandi à Washington, D.C. Son père était Randolph Coyle, procureur adjoint du district de Columbia jusqu'à sa mort. Sa mère, Mary Lovell (Radford) Coyle était la fille du contre-amiral William Radford. La scolarité d'Edith et les voyages européens avec sa tante, Sophie Radford de Meissner, ont permis des conversations avec Matthes en allemand et en français ainsi qu'en anglais.[réf. nécessaire]
François et Edith se sont mariés à midi le 7 juin 1911. Le révérend George Freeland Peter a donné une petite cérémonie au siège de Stephen Kearny Radford, oncle d'Edith, à Washington D.C.. Walter Mendenhall était le témoin de Matthes. Plus tard dans la journée, le couple partit pour l'État de Washington afin que Matthes puisse reprendre la cartographie du mont Rainier:11.
Edith a accompagné Matthes à ses expéditions lointaines et a contribué comme son assistante. Normalement, leur trajet jusqu'au lieu de travail se faisait à cheval, mais lorsque le terrain n'était pas trop accidenté, elle le posait en voiture et revenait le chercher le soir. Pour soulager le souci de sa sécurité, malgré l'éloignement, elle l'attendait avec les portes verrouillées et un marteau de géologue à côté d'elle pour se défendre.[réf. nécessaire]
Ils n'ont pas eu d'enfants.

## Les années géologiques
Matthes a écrit et donné des conférences sur la géomorphologie au cours de ses années topographiques. Une série d'essais géologiques sur la vallée de Yosemite qu'il avait rédigés pour le Sierra Club Bulletin étaient populaires. Le 1er juillet 1913, la Commission géologique transfère Matthes de la Direction topographique à la Direction géographique, le premier transfert de ce genre. Au cours de ses années géologiques, il fait néanmoins encore recours aux courbes de niveau dans ses notes de terrain pour représenter les formes terrestres qu'il étudie.:29-34
Sa première mission et son principal objectif au cours des seize années suivantes a été de déterminer l'origine de la vallée de Yosemite, une demande spécifique adressée à l'USGS par le Sierra Club. Matthes appelait la région la Vallée Incomparable. Une controverse sur la formation de cette vallée faisait rage entre l'hypothèse de Josiah Whitney sur la responsabilité des blocs et de la croyance de John Muir selon laquelle les glaciers étaient en grande partie responsables. À l'automne 1930, le rapport de Matthes, Geologic History of the Yosemite Valley (USGS Professional Paper 160), clôt le débat. Le professeur Kirk Bryan a écrit : "Occasionnellement dans l'histoire de la science apparaît un ouvrage si excellent, si complet, qu'il devient immédiatement un classique". La demande pour ce titre a dépassé tous les précédents USGS Professional Paper et le premier tirage de l'édition est très convoité par les collectionneurs.
Des missions spéciales interrompaient ses recherches dans la Sierra Nevada :
- Au cours de la première Guerre Mondiale , il est envoyé sur des sites militaires du Camp McClellan, en Alabama et du Camp Gordon, en Georgie, pour décrire leurs environnements géologiques.
- Juste après la guerre, il participa à la série de conférences Joseph LeConte, durant trois jours consécutifs à Yosemite, à compter du 8 juillet 1919. Les premier et troisième jours se sont déroulés dans un pavillon intérieur, mais la deuxième conférence a eu lieu à Glacier Point, à 3 200 pieds (980 m) au-dessus du fond de la vallée.
- De 1928 à 1934, il a travaillé sur des problèmes géologiques le long de la vallée du Mississippi, dans le Midwest américain.

En tant que président du Comité des glaciers de l'American Geophysical Union, il a lancé et supervisé un programme de collecte de photographies et de mesures des glaciers aux États-Unis. Matthes a publié chaque année un résumé détaillé et une analyse des données glaciaires dans le magazine Transactions de 1932 à 1946. Les changements d'une année à l'autre sont devenus une référence pour "l'enregistrement insaisissable des fluctuations préhistoriques et post-pléistocènes du climat".[réf. nécessaire]
À partir de 1935 et jusqu'en 1936, Matthes entreprend la reconnaissance du Sequoia National Park en collaboration avec le Service des parcs nationaux. Ses données étaient urgemment nécessaires, de sorte que dans l'attente d'un rapport formel détaillé plus tard, Matthes résume ses conclusions en trois volumes avec ses photographies annotées. Ces Sequoia Albums se sont avérés inestimables pour le service du parc, mais The Geologic History of Mount Whitney est la seule autre publication qu'il a achevée de son enquête.[réf. nécessaire]
En 1937, Matthes reprit ses études à Yosemite et atteignit le front est de la Sierra Nevada. Là, il a déterminé que l'escarpement oriental avait été formé au début de la faille du Pléistocène, plaçant l'origine plus récente que ce qui avait été précédemment calculé. Il est retourné dans la région au cours des deux années suivantes pour recueillir des preuves à l'appui.[réf. nécessaire]
En juillet 1939 dans le cadre de la réunion de la Cordillère de la Section de la Geological Society of America, Matthes a conduit une excursion partie dans la Vallée de Yosemite et à l'est de l'escarpement. C'était sa dernière visite de la Sierra Nevada.[réf. nécessaire]
Lorsque Matthes est rentré à Washington, DC, à l'automne de 1939, la guerre en Europe a commencé. L'Association Internationale d'Hydrologie a engagé Matthes comme leur secrétaire et il est aussi devenu le secrétaire de la Commission Internationale de la Neige et des Glaciers, une autre division de l'Association.[réf. nécessaire]
Pendant la majeure partie de 1941, Matthes a écrit un chapitre de la série de livres Physics of the Earth du Conseil national de recherches du Canada. Son texte a été cité dans l'édition de juin 1949 du Quarterly Journal par la Royal Meteorological Society comme "un résumé magistral des caractéristiques et du comportement des glaciers". Dans l'article, Matthes a déclaré que la plupart des glaciers de l'ouest des États-Unis ne sont pas des vestiges de l'ère du Pléistocène, mais plutôt des "modernes", formés au cours des 4 000 dernières années. Il a identifié ce phénomène comme étant le petit âge glaciaire.[réf. nécessaire]
De 1942 à 1947, les tâches de Matthes sont déterminées par l'effort de l'unité de géologie militaire et ses compétences en traduction anglaise pour les langues européennes. L'une de ses dernières tâches pour l'USGS consistait à réexaminer la doctrine de William Herbert Hobbs sur un anticyclone glaciaire permanent situé au-dessus de l'inlandsis groenlandais par rapport à l'utilisation du Groenland comme base aérienne militaire.[réf. nécessaire]

## Retraite
L'âge légal de la retraite des employés de la Commission géologique du Canada est de 70 ans. Mais pour répondre aux demandes de la Seconde Guerre mondiale, Matthes a continué une période supplémentaire de trois ans jusqu'à sa retraite officielle le 7 juin 1947.
François et Edith sont restés à Washington, D. C. quelques mois de plus avant de se rendre en voiture à leur nouveau domicile à El Cerrito, en Californie, sur les collines de Berkeley, face au Golden Gate Bridge. C'est là que Matthes commence à organiser ses travaux jusqu'à ce qu'en février 1948, il accepte le rôle de planificateur pour les sessions du Comité sur la Neige et les Glaciers qui se tiendront dans le cadre du Congrès Scientifique International prévu en Ohio au mois d'août.
Le 18 avril 1948, Matthes a une crise cardiaque. Il décède le 21 juin 1948 et une veillée funèbre est effectuée chez lui quatre jours plus tard. Le 18 septembre 1948, dans le parc national de Yosemite, ses cendres sont déversées dans la vallée incomparable. 

## Distinctions
En 1920, il a été décoré Chevalier de l'Ordre de Léopold II par le roi Albert Ier de Belgique. Au cours de l'automne 1919, Matthes avait servi de guide pour le roi et son groupe lors d'une visite de la vallée du Yosemite.:35-36
Matthes était actif dans les Boy Scouts of America. En 1915, il devint le chef scout d'une troupe de Washington, D.C. En 1920, il emmena un groupe d'Eagle Scouts à travers le pays pour visiter Yosemite. En 1931, Matthes a reçu le prix du Castor d'argent pour "service distingué à l'enfance". L'arpentage était un insigne de mérite original en 1911 et Matthes a rédigé la section cartographique de la brochure sur l'insigne d'arpentage.
En 1933, lors du Seizième Congrès Géologique International, une excursion a emmené les participants dans le Grand Canyon. Par la suite, les géologues signèrent leurs noms pour une vue panoramique du canyon et l'envoyèrent à Matthes avec le message suivant : "Nous avons utilisé vos cartes et nous nous en sommes émerveillés. Il n'y a pas d'autres cartes topographiques de ce genre dans le monde."[réf. nécessaire]
En 1947, lors de la cérémonie d'ouverture de l'Université de  Berkeley, il a reçu doctorat honorifique par le président de l'Université Robert Gordon Sproul. 
Le 18 avril 1948, il reçut le premier Distinguished Service Award (DSA) du Département de l'Intérieur des États-Unis, qui supervise l'USGS. La citation parvint à Matthes un mois avant sa mort, mais sa médaille en or, avec un bison debout devant une chaîne de montagnes, n'arriva pas à temps. Julius Krug, secrétaire de l'Intérieur des États-Unis, a écrit dans son hommage : " M. Matthes a apporté de nombreuses contributions précieuses et exceptionnellement bien écrites à la géologie et à la géomorphologie glaciaires, et il a été reconnu internationalement comme un géologue glaciaire exceptionnel. Une bibliographie de ses publications comprend près de 100 ouvrages."
En 1949, le Sierra Club, dont Matthes avait été vice-président honoraire, nomma la Crête Matthes et le Lac Matthes en son honneur.
Le Cryosphere Specialty Group de l'Association of American Geographers (AAG) crée le Prix François-Émile Matthes. Ce prix a été décerné pour la première fois en 2007 et a été décerné à des personnes méritoires pour leurs réalisations en sciences cryosphériques tout au long de leur vie. Matthes a été l'un des fondateurs de l'AAG, a servi comme son trésorier entre 1913 et 1919, et comme le président en 1933.

## Travaux
Une sélection de travaux écrits par Matthes :
- The Incomparable Valley: A Geologic Interpretation of the Yosemite[21] (Comprend 24 photographies d'Ansel Adams)[22]
- Sequoia National Park, a Geological Album[23]
- The Story of the Yosemite Valley[24] (photographies par Frank C. Calkins)
- Geologic History of the Yosemite Valley[25]
- Sketch of Yosemite National Park and an Account of the Origin of the Yosemite and Hetch Hetchy Valleys[26]
- Mount Rainier and its glaciers: Mount Rainier National Park[27]
- The Relation of Geology To Topography[28] (par Douglas Wilson Johnson avec Matthes, comme illustrateur comparant des exemples de bonnes et de mauvaises cartographies)

## Postérité
Fritiof Fryxell, géologue et écrivain, a publié cinq volumes d'oeuvres de Matthes non éditées.
Les François Matthes Papers ont été donnés à la Bibliothèque Bancroft par sa veuve Edith Matthes en 1961. Des ajouts ont été faits en 1961,1966 et 1973 par Fritiof Fryxell.
En 1879, le sculpteur allemand Robert Cauer l'Ancien fut chargé de sculpter les bustes en marbre des jumeaux à 5 ans. Les bustes ont été placés sur des socles en acajou pour être exposés dans leur maison d'Amsterdam. En 1950, Edith Matthes a présenté les bustes à l'Augustana College de Rock Island, Illinois où ils restent dans la collection du Teaching Museum of Art.
Son frère jumeau Gerard Hendrik Matthes (16 mars 1874 - 3 mars 1959) fut un hydrologue éminent au cours de ses 45 années de carrière, également à la U.S. Geological Survey.
Des lieux géographiques ont été nommés d'après François Matthes :
- Glacier Matthes (Péninsule Antarctique)
- Glacier Matthes (Sierra National Forest)
- François Matthes Trail (Parc national du Grand Canyon)
- François Matthes Point (Parc national du Grand Canyon rive Nord)
- Crête Matthes (Parc national de Yosemite)
- Lac Matthes (Parc national de Yosemite)